# Temporada 1999 de la CART World Championship Series
La temporada 1999 de la FedEx CART Championship Series (FedEx la marca de correos como patrocinador de la serie) fue la vigesimoprimera temporada de la Championship Auto Racing Teams y del Campeonato de Monoplazas de Estados Unidos, se corrieron 20 carreras, comenzando en Miami, Florida, el 21 de marzo y concluyendo en Fontana, California, el 31 de octubre. El campeón de la FedEx CART World Championship Series fue el colombiano Juan Pablo Montoya, quien también se destacó como el novato del año. Fue una temporada trágica ya que fallecieron dos pilotos, el canadiense Greg Moore en Fontana, y el uruguayo Gonzalo Rodríguez en las prácticas previas al Gran Premio de Monterrey en California.

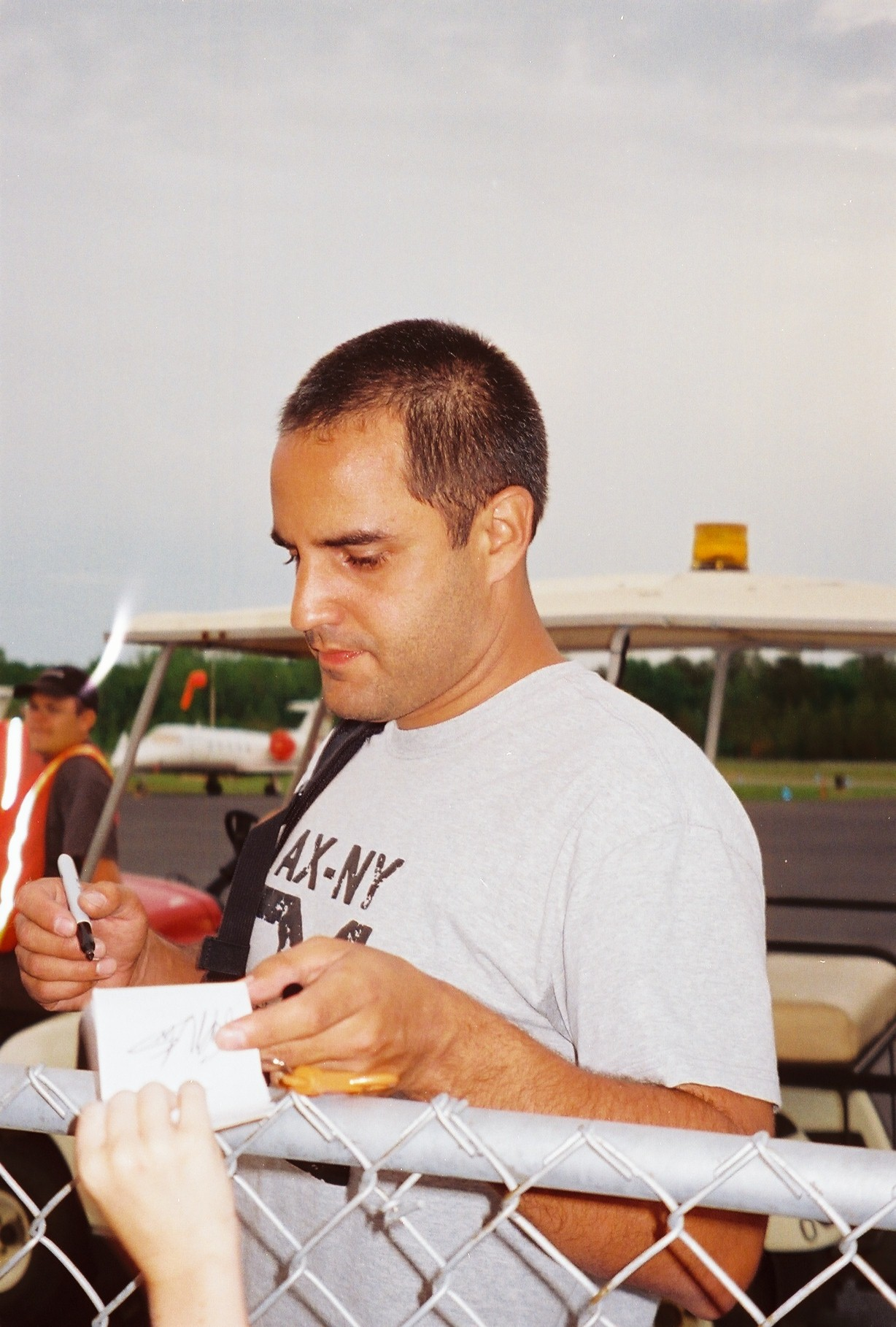
Juan Pablo Montoya Fue el Novato del Año y también Ganador de la FedEx CART World Championship Series en la temporada 1999.

## Equipos y pilotos
| Equip./Prop.               | Chasis                            | Motor    | Neumáticos | Núm. | Piloto (s)           | Rond.                       |
| -------------------------- | --------------------------------- | -------- | ---------- | ---- | -------------------- | --------------------------- |
| Marlboro Team Penske       | Penske PC27B-99 Lola B99/00       | Mercedes | G          | 2    | Al Unser Jr.         | Rondas 1, 4-20              |
| Marlboro Team Penske       | Penske PC27B-99 Lola B99/00       | Mercedes | G          | 2    | Tarso Marques        | Rondas 2-3                  |
| Marlboro Team Penske       | Penske PC27B-99 Lola B99/00       | Mercedes | G          | 3    | Tarso Marques        | Rondas 5-6, 8-9             |
| Marlboro Team Penske       | Penske PC27B-99 Lola B99/00       | Mercedes | G          | 3    | Alex Barron          | Rondas 12, 20               |
| Marlboro Team Penske       | Penske PC27B-99 Lola B99/00       | Mercedes | G          | 3    | Gonzalo Rodríguez    | Rondas 13, 17               |
| Target Chip Ganassi Racing | Reynard 99i                       | Honda    | F          | 4    | Juan Pablo Montoya   | Todas                       |
| Target Chip Ganassi Racing | Reynard 99i                       | Honda    | F          | 12   | Jimmy Vasser         | Todas                       |
| Walker Racing              | Reynard 99i                       | Honda    | G          | 5    | Gil de Ferran        | Todas                       |
| Walker Racing              | Reynard 99i                       | Honda    | G          | 15   | Naoki Hattori        | Rondas 1, 13-14, 16-20      |
| Walker Racing              | Reynard 99i                       | Honda    | G          | 15   | Memo Gidley          | Rondas 8-11                 |
| Newman/Haas Racing         | Swift 010.c                       | Ford XD  | F          | 6    | Michael Andretti     | Todas                       |
| Newman/Haas Racing         | Swift 010.c                       | Ford XD  | F          | 11   | Christian Fittipaldi | Rondas 1-12, 18-20          |
| Newman/Haas Racing         | Swift 010.c                       | Ford XD  | F          | 11   | Roberto Moreno       | Rondas 13-17                |
| Team Rahal                 | Reynard 99i                       | Ford XD  | F          | 7    | Max Papis            | Todas                       |
| Team Rahal                 | Reynard 99i                       | Ford XD  | F          | 8    | Bryan Herta          | Todas                       |
| Hogan Racing               | Lola B99/00                       | Mercedes | F          | 9    | Hélio Castroneves    | Todas                       |
| Hogan Racing               | Lola B99/00                       | Mercedes | F          | 21   | Luiz Garcia Jr.      | Rondas 14, 16-17            |
| Della Penna Motorsports    | Swift 010.c Reynard 99i           | Toyota   | F          | 10   | Richie Hearn         | Todas                       |
| Bettenhausen Racing        | Reynard 99i                       | Mercedes | F          | 16   | Shigeaki Hattori     | Rondas 2-3, 6-8, 11, 15, 17 |
| Bettenhausen Racing        | Reynard 99i                       | Mercedes | F          | 16   | Gualter Salles       | Rondas 5, 19                |
| PacWest Racing             | Reynard 99i                       | Mercedes | F          | 17   | Maurício Gugelmin    | Todas                       |
| PacWest Racing             | Reynard 99i                       | Mercedes | F          | 18   | Mark Blundell        | Rondas 1-4, 13-20           |
| PacWest Racing             | Reynard 99i                       | Mercedes | F          | 18   | Roberto Moreno       | Rondas 5-12                 |
| Payton/Coyne Racing        | Lola B99/00                       | Ford XD  | F          | 19   | Michel Jourdain Jr.  | Todas                       |
| Payton/Coyne Racing        | Reynard 99i                       | Ford XD  | F          | 34   | Dennis Vitolo        | Rondas 1, 6-7, 12, 15, 20   |
| Payton/Coyne Racing        | Reynard 99i                       | Ford XD  | F          | 34   | Gualter Salles       | Rondas 3                    |
| Payton/Coyne Racing        | Reynard 99i                       | Ford XD  | F          | 71   | Luiz Garcia Jr.      | Rondas 1-3, 5, 8-10         |
| Payton/Coyne Racing        | Reynard 99i                       | Ford XD  | F          | 71   | Dennis Vitolo        | Rondas 11                   |
| Payton/Coyne Racing        | Reynard 99i                       | Ford XD  | F          | 71   | Memo Gidley          | 13-14, 16-19                |
| Patrick Racing             | Reynard 99i Swift 010.c           | Ford XD  | F          | 20   | P.J. Jones           | Rondas 1-12, 20             |
| Patrick Racing             | Reynard 99i Swift 010.c           | Ford XD  | F          | 20   | Jan Magnussen        | Rondas 13-19                |
| Patrick Racing             | Reynard 99i Swift 010.c           | Ford XD  | F          | 40   | Adrián Fernández     | Rondas 1-12, 17-20          |
| Patrick Racing             | Reynard 99i Swift 010.c           | Ford XD  | F          | 40   | P.J. Jones           | Rondas 14-16                |
| Team Gordon                | Reynard 98i Swift 010.c Eagle 997 | Toyota   | F          | 22   | Robby Gordon         | Todas                       |
| Arciero-Wells Racing       | Reynard 99i                       | Toyota   | F          | 24   | Scott Pruett         | Todas                       |
| Arciero-Wells Racing       | Reynard 99i                       | Toyota   | F          | 25   | Cristiano da Matta   | Todas                       |
| Team KOOL Green            | Reynard 99i                       | Honda    | F          | 26   | Raul Boesel          | Rondas 1                    |
| Team KOOL Green            | Reynard 99i                       | Honda    | F          | 26   | Paul Tracy           | Rondas 2-20                 |
| Team KOOL Green            | Reynard 99i                       | Honda    | F          | 27   | Dario Franchitti     | Todas                       |
| Forsythe Racing            | Reynard 99i                       | Mercedes | F          | 33   | Patrick Carpentier   | Todas                       |
| Forsythe Racing            | Reynard 99i                       | Honda    | F          | 44   | Tony Kanaan          | Todas                       |
| Forsythe Racing            | Reynard 99i                       | Mercedes | F          | 99   | Greg Moore           | Todas                       |
| All American Racing        | Eagle 997                         | Toyota   | G          | 36   | Alex Barron          | Rondas 1-7                  |
| All American Racing        | Eagle 997                         | Toyota   | G          | 36   | Gualter Salles       | Rondas 8-14                 |
| All American Racing        | Eagle 997                         | Toyota   | G          | 36   | Raul Boesel          | Rondas 15, 20               |
| All American Racing        | Eagle 997                         | Toyota   | G          | 36   | Andrea Montermini    | Rondas 16-19                |

## Resultados de la Temporada

### Calendario y Resultados
| Rond. | Comp.                                    | Circuito                                                      | Circuito/Localización         | Fecha            | Pole position        | Vuel. Rap.           | Ganador              | Equipo Ganador      |
| 1     | Marlboro Gran Premio de Miami            | Homestead-Miami Speedway                                      | Homestead, Florida            | 21 de marzo      | Greg Moore           | Dario Franchitti     | Greg Moore           | Forsythe Racing     |
| 2     | Firestone Firehawk 500K                  | Twin Ring Motegi                                              | Motegi, Japón                 | 9 de abril       | Gil de Ferran        | Hélio Castroneves    | Adrián Fernández     | Patrick Racing      |
| 3     | Toyota Gran Premio de Long Beach         | Circuito callejero de Long Beach                              | Long Beach, California        | 18 de abril      | Tony Kanaan          | Juan Pablo Montoya   | Juan Pablo Montoya   | Chip Ganassi Racing |
| 4     | Bosch Spark Plug Gran Premio de Nazareth | Nazareth Speedway                                             | Nazareth, Pensilvania         | 2 de mayo        | Juan Pablo Montoya   | Hélio Castroneves    | Juan Pablo Montoya   | Chip Ganassi Racing |
| 5     | Gran Premio Telemar Rio 200              | Autódromo de Jacarepaguá - Ovalo                              | Río de Janeiro, Brasil        | 15 de mayo       | Christian Fittipaldi | Juan Pablo Montoya   | Juan Pablo Montoya   | Chip Ganassi Racing |
| 6     | Motorola 300                             | Gateway International Raceway                                 | Madison, Illinois             | 29 de mayo       | Juan Pablo Montoya   | Hélio Castroneves    | Michael Andretti     | Newman/Haas Racing  |
| 7     | Miller Lite 225                          | Milwaukee Mile                                                | West Allis, Wisconsin         | 6 de junio       | Hélio Castroneves    | Hélio Castroneves    | Paul Tracy           | Team KOOL Green     |
| 8     | Budweiser/G.I. Joe's 200                 | Portland International Raceway                                | Portland, Oregón              | 20 de junio      | Juan Pablo Montoya   | Michael Andretti     | Gil de Ferran        | Walker Racing       |
| 9     | Medic Drug Gran Premio de Cleveland      | Circuito de Cleveland Burke Lakefront Airport                 | Cleveland, Ohio               | 27 de junio      | Juan Pablo Montoya   | Gil de Ferran        | Juan Pablo Montoya   | Chip Ganassi Racing |
| 10    | Texaco/Havoline 200                      | Road America                                                  | Elkhart Lake, Wisconsin       | 11 de julio      | Michael Andretti     | Hélio Castroneves    | Christian Fittipaldi | Newman/Haas Racing  |
| 11    | Molson Indy Toronto                      | Circuito Callejero de Exhibition Place                        | Toronto, Ontario              | 18 de julio      | Gil de Ferran        | Dario Franchitti     | Dario Franchitti     | Team KOOL Green     |
| 12    | USA 500 Presentado por Toyota            | Michigan International Speedway                               | Brooklyn, Míchigan            | 25 de julio      | Jimmy Vasser         | Jimmy Vasser         | Tony Kanaan          | Forsythe Racing     |
| 13    | ITT Automotive Gran Premio de Detroit    | Circuito callejero de Detroit (Belle Isle Park)               | Detroit, Míchigan             | 8 de agosto      | Juan Pablo Montoya   | Juan Pablo Montoya   | Dario Franchitti     | Team KOOL Green     |
| 14    | Miller Lite 200                          | Mid-Ohio Sports Car Course                                    | Lexington, Ohio               | 15 de agosto     | Dario Franchitti     | Juan Pablo Montoya   | Juan Pablo Montoya   | Chip Ganassi Racing |
| 15    | Target Gran Premio de Chicago            | Chicago Motor Speedway                                        | Chicago, Illinois             | 22 de agosto     | Max Papis            | Roberto Moreno       | Juan Pablo Montoya   | Chip Ganassi Racing |
| 16    | Molson Indy Vancouver                    | Circuito Callejero de Vancouver                               | Vancouver, Columbia Británica | 5 de septiembre  | Juan Pablo Montoya   | Juan Pablo Montoya   | Juan Pablo Montoya   | Chip Ganassi Racing |
| 17    | Honda Gran Premio de Monterey            | Mazda Raceway Laguna Seca                                     | Monterey, California          | 12 de septiembre | Bryan Herta          | Tony Kanaan          | Bryan Herta          | Team Rahal          |
| 18    | Texaco Gran Premio de Houston            | Circuito Callejero del centro de convenciones George R. Brown | Houston, Texas                | 26 de septiembre | Juan Pablo Montoya   | Juan Pablo Montoya   | Paul Tracy           | Team KOOL Green     |
| 19    | Honda Indy 300                           | Circuito Callejero de Surfers Paradise                        | Surfers Paradise, Australia   | 17 de octubre    | Dario Franchitti     | Max Papis            | Dario Franchitti     | Team KOOL Green     |
| 20    | Marlboro 500 presentado por Toyota       | California Speedway                                           | Fontana, California           | 31 de octubre    | Scott Pruett         | Christian Fittipaldi | Adrián Fernández     | Patrick Racing      |
| NP    | Super Premio de Hawái                    | Circuito Kalaeloa Airport                                     | Kalaeloa, Hawái               | 13 de noviembre  | Evento Cancelado     | Evento Cancelado     | Evento Cancelado     | Evento Cancelado    |

     Óvalo
     Circuito
     Circuito No Puntuable para el Campeonato NP

### Estadísticas Finales
| Pos. | Piloto               | MIA | MOT | LBH | NAZ | RIO | GAT | MIL | POR | CLE | ROA | TOR | MIC | DET | MDO | CHI | VAN | LAG   | HOU | SUR | FON  | Puntos |
| ---- | -------------------- | --- | --- | --- | --- | --- | --- | --- | --- | --- | --- | --- | --- | --- | --- | --- | --- | ----- | --- | --- | ---- | ------ |
| 1    | Juan Pablo Montoya   | 10  | 13  | 1   | 1*  | 1*  | 11  | 10* | 2   | 1*  | 13* | 22  | 2   | 17* | 1   | 1*  | 1*  | 8     | 25  | 16  | 4    | 212    |
| 2    | Dario Franchitti     | 3   | 22  | 2   | 8   | 2   | 3   | 7   | 3   | 25  | 18  | 1*  | 5   | 1   | 3*  | 2   | 10  | 25    | 2   | 1*  | 10   | 212    |
| 3    | Paul Tracy           |     | 11  | 21  | 3   | 15  | 19  | 1   | 5   | 4   | 11  | 2   | 3   | 2   | 2   | 23  | 18  | 4     | 1*  | 7   | 18   | 161    |
| 4    | Michael Andretti     | 2   | 5   | 7   | 6   | 26  | 1*  | 15  | 10  | 3   | 2   | 26  | 4   | 4   | 8   | 22  | 14  | 10    | 3   | 5   | 21   | 151    |
| 5    | Max Papis            | 5   | 16  | 9   | 13  | 4   | 5   | 13  | 8   | 16  | 5   | 5   | 7*  | 26  | 5   | 4   | 23  | 3     | 4   | 2   | 2*   | 150    |
| 6    | Adrián Fernández     | 20  | 1*  | 4   | 5   | 20  | 21  | 5   | 4   | 19  | 3   | 6   | 6   | DNS |     |     |     | 5     | 12  | 3   | 1    | 140    |
| 7    | Christian Fittipaldi | 9   | 3   | 5   | 7   | 3   | 9   | 6   | 14  | 12  | 1   | 3   | 8   |     |     |     |     |       | 7   | 25  | 3    | 121    |
| 8    | Gil de Ferran        | 6   | 2   | 6   | 15  | 10  | 25  | 3   | 1*  | 2   | 14  | 19  | 24  | 22  | 6   | 13  | 26  | 6     | 17  | 27  | 9    | 108    |
| 9    | Jimmy Vasser         | 4   | 12  | 10  | 11  | 27  | 10  | 4   | 12  | 23  | 23  | 8   | 9   | 5   | 4   | 3   | 3   | 18    | 20  | 18  | 5    | 104    |
| 10   | Greg Moore           | 1*  | 4   | 8   | 12  | 8   | 6   | 2   | 13  | 18  | 4   | 20  | 23  | 3   | 11  | 26  | 20  | 23    | 16  | 17  | 26 1 | 97     |
| 11   | Tony Kanaan          | 21  | 6   | 22* | 23  | 5   | 7   | 18  | 15  | 22  | 6   | 17  | 1   | 6   | 23  | 11  | 9   | 21    | 9   | 6   | 8    | 85     |
| 12   | Bryan Herta          | 12  | 23  | 3   | 22  | 13  | 23  | 25  | 6   | 6   | 15  | 15  | 20  | 9   | 21  | 8   | 24  | 1*    | 5   | 4   | 14   | 84     |
| 13   | Patrick Carpentier   | 7   | 26  | 17  | 14  | 6   | 22  | 9   | 9   | 7   | 22  | 11  | 10  | 23  |     | 6   | 2   | 9     | 19  | 24  | 25   | 61     |
| 14   | Roberto Moreno       |     |     |     |     | 11  | 4   | 12  | 7   | 8   | 19  | 4   | 19  | 14  | 16  | 9   | 15  | 2     |     |     |      | 58     |
| 15   | Hélio Castroneves    | 17  | 9   | 19  | 21  | 25  | 2   | 26  | 26  | 26  | 16  | 27  | 25  | 7   | 7   | 5   | 8   | 26    | 26  | 21  | 20   | 48     |
| 16   | Maurício Gugelmin    | 11  | 7   | 14  | 18  | 22  | 18  | 8   | 25  | 21  | 12  | 14  | 22  | 24  | 20  | 19  | 4   | 11    | 6   | 26  | 6    | 44     |
| 17   | P.J. Jones           | 13  | 15  | 12  | 2   | 7   | 8   | 20  | 21  | 15  | 17  | 10  | 16  |     | 15  | 7   | 21  |       |     |     | 12   | 38     |
| 18   | Cristiano da Matta   | 14  | 25  | 20  | 4   | 21  | 17  | 11  | 11  | 20  | 21  | 24  | 17  | 19  | 9   | 14  | 5   | 22    | 11  | 13  | 23   | 32     |
| 19   | Scott Pruett         | 22  | 21  | 15  | 10  | 24  | 14  | 17  | 24  | 17  | 25  | 7   | 14  | 8   | 17  | 20  | 13  | 7     | 10  | 9   | 22   | 28     |
| 20   | Robby Gordon         | 19  | 8   | 16  | 19  | 14  | 27  | 24  | 17  | 9   | 8   | 13  | 26  | 25  | 10  | 10  | 22  | 19    | 21  | 8   | 11   | 27     |
| 21   | Al Unser Jr.         | 26  |     |     | 24  | 12  | 12  | 19  | 16  | 5   | 9   | 9   | 13  | 15  | 25  | 25  | 25  | DNS   | 15  | 22  | 7    | 26     |
| 22   | Richie Hearn         | 23  | 10  | 11  | 20  | 19  | 13  | 21  | 22  | 10  | 10  | 16  | 12  | 13  | 12  | 16  | 6   | 16    | 8   | 23  | 27   | 26     |
| 23   | Mark Blundell        | 8   | 24  | 13  | 17  |     |     |     |     |     |     |     |     | 10  | 13  | 21  | 19  | 12    | 24  | 19  | 16   | 9      |
| 24   | Jan Magnussen        |     |     |     |     |     |     |     |     |     |     |     |     | 18  | 14  | 24  | 7   | 17    | 13  | 11  |      | 8      |
| 25   | Michel Jourdain Jr.  | 18  | 18  | 18  | 16  | 16  | 20  | 16  | 20  | 27  | 7   | 21  | 21  | 21  | 26  | 18  | 17  | 20    | 18  | 12  | 13   | 7      |
| 26   | Gualter Salles       |     |     | 27  |     | 17  |     |     | 27  | 13  | 20  | 25  | 15  | 11  | 18  |     |     |       |     | 10  |      | 5      |
| 27   | Alex Barron          | 15  | 17  | 23  | 9   | 23  | 16  | 14  |     |     |     |     | 18  |     |     |     |     |       |     |     | 24   | 4      |
| 28   | Tarso Marques        |     | 14  | 25  |     | 9   | 26  |     | 18  | 24  |     |     |     |     |     |     |     |       |     |     |      | 4      |
| 29   | Memo Gidley          |     |     |     |     |     |     |     | 19  | 11  | 26  | 12  |     | 20  | 22  |     | 12  | 13    | 14  | 14  |      | 4      |
| 30   | Dennis Vitolo        | 16  |     |     | DNS |     | 24  | 22  |     |     |     | 18  | 11  |     |     | 15  |     |       |     |     | 15   | 2      |
| 31   | Andrea Montermini    |     |     |     |     |     |     |     |     |     |     |     |     |     |     |     | 11  | 24    | 23  | 15  |      | 2      |
| 32   | Raul Boesel          | 27  |     |     |     |     |     |     |     |     |     |     |     |     |     | 12  |     |       |     |     | 17   | 1      |
| 33   | Gonzalo Rodríguez    |     |     |     |     |     |     |     |     |     |     |     |     | 12  |     |     |     | DNS 2 |     |     |      | 1      |
| 34   | Luiz Garcia Jr.      | 24  | 19  | 24  |     | 18  |     |     | 23  | 14  | 24  |     |     |     | 24  | DNS | 16  | 15    | DNS |     |      | 0      |
| 35   | Naoki Hattori        | 25  |     |     |     |     |     |     |     |     |     |     |     | 16  | 19  |     | 27  | 14    | 22  | 20  | 19   | 0      |
| 36   | Shigeaki Hattori     | DNS | 20  | 26  | DNS |     | 15  | 23  | 28  |     |     | 23  |     |     |     | 17  |     | DNS   |     |     |      | 0      |
| Pos. | Piloto               | MIA | MOT | LBH | NAZ | RIO | GAT | MIL | POR | CLE | ROA | TOR | MIC | DET | MDO | CHI | VAN | LAG   | HOU | SUR | FON  | Puntos |

| Color       | Resultados                    |
| ----------- | ----------------------------- |
| Oro         | Ganador                       |
| Plata       | 2° Lugar                      |
| Bronce      | 3° Lugar                      |
| Verde       | 4° y 5° Lugar                 |
| Azul claro  | 6° – 10° Lugar                |
| Azul oscuro | Finalizó (Fuera del Top 10)   |
| Púrpura     | No acabaron la carrera        |
| Rojo        | No lograron calificarse (DNQ) |
| Marrón      | No Arrancó (DNS)              |
| Negro       | Descalificado (DSQ)           |
| Blanco      | No Arrancó (DNS)              |
| Blanco      | Abandono por carrera (C)      |
| Sin color   | No participó                  |

| In-line notation                                                            | |
| Negrita                                                                     | Pole position (1 punto; excepto en Indy y Iowa)                                                            |
| 1 Como la clasificación fue cancelada, no se otorgan el punto al polesitter | |
| Cursiva                                                                     | Vuélta más rápida                                                                                          |
| *                                                                           | Mayor Número de vueltas lideradas (1 punto)                                                                |
| DNS                                                                         | Piloto que no calificó No logró arrancar (DNS), gana la 1/2 de los Puntos por haber calificado/participado |
| Novato del Año                                                              | |
| Novato                                                                      | |

### Sistema de Puntuación
Los puntos para la temporada se otorgaron sobre la base de los lugares obtenidos por cada conductor (independientemente de que si el coche está en marcha hasta el final de la carrera):
| Posición | 1  | 2  | 3  | 4  | 5  | 6 | 7 | 8 | 9 | 10 | 11 | 12 |
| Puntos   | 20 | 16 | 14 | 12 | 10 | 8 | 6 | 5 | 4 | 3  | 2  | 1  |

#### Puntos de bonificación
- 1 Punto Para la Pole Position
- 1 Punto por liderar la mayoría de vueltas de la carrera

### Copa de Naciones
| Pos. | País              | MIA | MOT | LBH | NAZ | RIO | GAT | MIL | POR | CLE | ROA | TOR | MIC | DET | MDO | CHI | VAN | LAG | HOU | SUR | FON | Puntos |
| ---- | ----------------- | --- | --- | --- | --- | --- | --- | --- | --- | --- | --- | --- | --- | --- | --- | --- | --- | --- | --- | --- | --- | ------ |
| 1    | Brasil            | 6   | 2   | 5   | 4   | 3   | 2   | 3   | 1   | 2   | 1   | 3   | 1   | 6   | 6   | 5   | 4   | 2   | 6   | 6   | 3   | 264    |
| 2    | Estados Unidos    | 2   | 5   | 3   | 2   | 7   | 1   | 4   | 6   | 3   | 2   | 7   | 4   | 4   | 4   | 3   | 3   | 1   | 3   | 4   | 5   | 258    |
| 3    | Canadá            | 1   | 4   | 8   | 3   | 6   | 6   | 1   | 5   | 4   | 4   | 2   | 3   | 2   | 2   | 6   | 2   | 4   | 1   | 7   | 18  | 245    |
| 4    | / Escocia (*)     | 3   | 22  | 2   | 8   | 2   | 3   | 7   | 3   | 25  | 18  | 1   | 5   | 1   | 3   | 2   | 10  | 25  | 2   | 1   | 10  | 207    |
| 5    | Colombia          | 10  | 13  | 1   | 1   | 1   | 11  | 10  | 2   | 1   | 13  | 22  | 2   | 17  | 1   | 1   | 1   | 8   | 25  | 16  | 4   | 197    |
| 6    | Italia            | 5   | 16  | 9   | 13  | 4   | 5   | 13  | 8   | 16  | 5   | 5   | 7   | 26  | 5   | 4   | 11  | 3   | 4   | 2   | 2   | 149    |
| 7    | México            | 18  | 1   | 4   | 5   | 16  | 20  | 5   | 4   | 19  | 3   | 6   | 6   | 21  | 26  | 18  | 17  | 5   | 12  | 3   | 1   | 139    |
| 8    | / Inglaterra (**) | 8   | 24  | 13  | 17  |     |     |     |     |     |     |     |     | 10  | 13  | 21  | 19  | 12  | 24  | 19  | 16  | 9      |
| 9    | Dinamarca         |     |     |     |     |     |     |     |     |     |     |     |     | 18  | 14  | 24  | 7   | 17  | 13  | 11  |     | 8      |
| 10   | Uruguay           |     |     |     |     |     |     |     |     |     |     |     |     | 12  |     |     |     | DNS |     |     |     | 1      |
| 11   | Japón             | 25  | 20  | 26  | DNS |     | 15  | 23  | 28  |     |     | 23  |     | 16  | 19  | 17  | 27  | 14  | 22  | 20  | 19  | 0      |
| Pos. | País              | MIA | MOT | LBH | NAZ | RIO | GAT | MIL | POR | CLE | ROA | TOR | MIC | DET | MDO | CHI | VAN | LAG | HOU | SUR | FON | Puntos |

### Copa de Fabricantes de Chasis
| Pos. | Chasís          | Puntos |
| ---- | --------------- | ------ |
| 1    | Reynard 99I/98I | 424    |
| 2    | Swift 010.c     | 241    |
| 3    | Lola T9900      | 69     |
| 4    | Eagle 997       | 13     |
| 5    | Penske PC-28    | 10     |
| Pos. | Chasís          | Puntos |

### Copa de Fabricantes de Motoristas
| Pos. | Motorista | Puntos |
| ---- | --------- | ------ |
| 1    | Honda     | 383    |
| 2    | Ford XB   | 301    |
| 3    | Mercedes  | 193    |
| 4    | Toyota    | 80     |
| Pos. | Motorista | Puntos |